# Robert A. King (componist)
Robert Adolph King (New York, 20 september 1862 – aldaar, 13 april 1932) was een Amerikaanse componist en arrangeur. Voor bepaalde werken gebruikte hij verschillende pseudoniemen: Mary Earl, Robert A. Keiser, Mrs. Ravenhall en R. A. Wilson. 

## Levensloop
King werd op 16-jarige leeftijd medewerker bij de muziekuitgeverij Charles Ditson & Company. Van 1897 tot 1907 werkte hij als componist en arrangeur voor de muziekuitgeverij Leo Feist & Frankenthaler Publications Inc.. Vervolgens tot aan zijn dood was hij verantwoordelijke medewerker in de muziekuitgeverij Shapiro, Bernstein & Company.
Als arrangeur en componist schreef hij meer dan 900 werken, meestal lichte- en amusementsmuziek.

## Composities

### Werken voor orkest
- 1901: - O Golden Land of Peace
- 1904: - Zenobie, mars en two step
- 1907: - Blushing Beauty, intermezzo voor orkest - bewerkt door Alfred Roth
- 1921: - Genevieve, wals
- 1930: - Moonlight on the Colorado, wals
- - Honeymoon Chimes
- - Mississippi Ripples
- - The Clock is Playing

### Werken voor harmonieorkest
- 1899: - Dinah from Carolina, Cake Walk - bewerkt door Louis-Philippe Laurendeau
- 1902: - An Afternoon Tea Party
- 1906: - German Airs, voor harmonieorkest - bewerkt door Lee Orean Smith
- 1907: - Fanella
- 1915: - Romany Waltz, voor harmonieorkest - bewerkt door S. Jergensen

### Werken voor bigband of jazzensemble
- 1919: - Hello, hello, one step voor jazzensemble
- 1921: - Just like a Rainbow, voor bigband/dansorkest
- 1924: - Peter Pan I love you, voor bigband/dansorkest

### Vocale muziek

#### Werken voor koor
- 1894: - Josie, voor zangstem en gemengd koor - tekst: George Cooper
- 1900: - Beyond the Gates of Paradise, voor gemengd koor, mandoline en gitaar - tekst: Henry V. Neal

#### Liederen
- 1894: - Somebody's dear little Sweetheart, voor zangstem en piano - tekst: George Cooper
- 1895: - Dearest in the World to Me, voor zangstem en piano - tekst: George Cooper
- 1895: - The Shores of Life, voor zangstem en piano - tekst: E. Wilson
- 1896: - March up wid de Band, voor zangstem en piano - tekst: Jacques Wolfe
- 1896: - My pretty Kathleen, voor zangstem en piano - tekst: W.F. Kelly
- 1896: - The Dashing Soldier Boy, marslied voor zangstem en piano - George Cooper
- 1897: - The Broken Ring of Gold, voor zangstem en piano - tekst: M.H. Rosenfeld
- 1897: - Why do I love thee?, voor zangstem en piano - tekst: James Clarence Harvey
- 1899: - Cora, won't you tell me that you love me too?, voor zangstem en piano - tekst: George Totten Smith
- 1899: - Everything is Rag Time Now, voor zangstem en piano - tekst: George Totten Smith
- 1899: - You're the only one, voor zangstem en piano - tekst: George Totten Smith
- 1900: - Beyond the Gates of Paradise, voor middenstem en piano - tekst: Henry V. Neal
- 1900: - De Sandman's Coming 'Round, voor mannelijke zangstem en piano - tekst: George Totten Smith
- 1900: - My Moon-Beam Babe. A Love Serenade, voor zangstem en piano - tekst: George Totten Smith
- 1900: - She's such a Love of a Girl, voor zangstem en piano - tekst: George Totten Smith
- 1900: - Sunbeam Sue - Serenade, voor zangstem en piano - tekst: Stephen Buck Cassin
- 1900: - Tell me, voor zangstem en piano - tekst: George Totten Smith
- 1901: - Dearest, voor zangstem en piano - tekst: George Totten Smith
- 1901: - I cannot love you more, voor zangstem en piano - tekst: Henry V. Neal
- 1901: - If You Loved Me, walslied voor zangstem en piano
- 1901: - Manola, my dusky Bride, serenade voor zangstem en piano - tekst: Harry B. Marshall
- 1901: - The Daisy and the Butterfly, voor zangstem en piano - tekst: Sam Ehrlich
- 1902: - The Story of Love, voor zangstem en piano - tekst: George Totten Smith
- 1902: - Has Your Mother Any More Like You?, voor alt (of bariton) en piano (of orkest) - tekst: van de componist
- 1903: - Anona, voor zangstem en piano - tekst: Vivian Grey
- 1903: - I have something to say to you, voor zangstem en piano - tekst: Carroll Fleming
- 1903: - Just plain Jane, voor zangstem en piano - tekst: George Totten Smith
- 1903: - The Dewdrop and the Rose, voor zangstem en piano - tekst: George Totten Smith
- 1903: - The Musket or the Sword, voor zangstem en piano - tekst: Carroll Fleming
- 1903: - When the Woodbine Leaves turned red, voor zangstem en piano - tekst: La Touche Hancock
- 1905: - Aristocratic Annie, voor zangstem en piano - tekst: George Totten Smith
- 1905: - Come Unto Me, voor zangstem en piano - tekst: La Touche Hancock
- 1905: - My Lady's Eyes, voor mezzosopraan (of bariton) en piano

- 1905: - The Dewdrop and the Rose, voor zangstem en piano - tekst: George Totten Smith
- 1905: - The Rosary, voor zangstem en piano - tekst: Robert Cameron Rogers
- 1906: - Down Mobile, voor zangstem en piano - tekst: Charles Noel Douglas
- 1906: - How can I bear to leave thee!, voor zangstem en piano - tekst: Felix Feist
- 1906: - Little Boy Blue, voor zangstem en piano - tekst: Eugene Field
- 1906: - Perchance "The Dream is o'er", voor zangstem en piano - tekst: La Touche Hancock
- 1906: - The Sad, sweet End of Day, voor zangstem en piano
- 1916: - Be good to California, Mr. Wilson (California was good to you), voor zangstem en piano - tekst: Andrew B. Sterling
- 1916: - Forgive me and let me forget, voor zangstem en piano - tekst: Ballard MacDonald
- 1916: - Hawaii and You, voor zangstem en piano (of orkest) - tekst: Robert F. Roden
- 1916: - My Old Gal, voor zangstem en piano - tekst: Bartley Costello
- 1916: - When Grandma sings the songs she loved at the end of a perfect day, voor zangstem en piano - tekst: Bartley Costello
- 1917: - Your Eyes, Your Lips, Your Heart, voor zangstem en piano - tekst: Joseph A. Wyngood
- 1917: - When Patti sang "Home, sweet home", voor zangstem en piano - tekst: Ballard MacDonald
- 1918: - Beautiful Ohio, voor sopraan, alt en orkest - tekst: Ballard MacDonald
- 1919: - Comrades, voor zangstem en piano - tekst: Ballard MacDonald
- 1919: - Dreamy Alabama, voor zangstem en piano - tekst: Ballard MacDonald
- 1919: - Hearts, voor zangstem en piano - tekst: Ballard MacDonald
- 1919: - Why should I build Castles in the Air?, voor zangstem en piano - tekst: Ballard MacDonald
- 1921: - I ain't Nobody's Darling, voor zangstem en piano - tekst: Elmer Hughes
- 1921: - Just like a Rainbow, voor zangstem en piano
- 1922: - A Connecticut Yankee, voor middenstem en piano - tekst: Walter Hirsch
- 1924: - Peter Pan "I love you", voor zangstem en piano (samen met: Ray Henderson)
- 1924: - Why did I kiss that Girl?, voor zangstem en piano (samen met: Ray Henderson) - tekst: Lew Brown
- 1925: - Ain't my Baby Grand?, voor zangstem en piano (samen met: Ray Henderson) - tekst: Lew Brown
- 1925: - Keep Your Skirts Down, voor zangstem en orkest (samen met: Ray Henderson)
- 1925: - Seminola (An Indian Love Song), voor zangstem en piano - tekst: Harry Warren
- 1930: - Moonlight on the Colorado, voor zangstem en piano - tekst: Billy Moll
- 1931: - An old fashioned Home in New Hampshire, voor zangstem, gitaar en piano - tekst: Sam. M. Lewis
- 1931: - Rocky Mountain Lullaby, voor zangstem en piano - tekst: Marvin Lee
- 1932: - One Day in May, voor zangstem en piano - tekst: Sam M. Lewis
- - Sweet Home of the Angels, voor zangstem en piano - tekst: Henry V Neal

### Kamermuziek
- 1906: - College Airs, Medley voor viool en piano - bewerkt door Lee Orean Smith
- 1906: - German Airs, Medley voor viool en piano - bewerkt door Lee Orean Smith
- 1906: - Irish Airs - Medley, voor viool en piano - bewerkt door Lee Orean Smith
- 1906: - National Airs, Medley voor viool en piano - bewerkt door Lee Orean Smith
- 1906: - Plantation Airs, Medley voor viool en piano - bewerkt door Lee Orean Smith
- 1906: - Scotch Airs, Medley voor viool en piano - bewerkt door Lee Orean Smith

### Werken voor piano
- 1894: - America's Fair Women, walsen
- 1895: - The Sorosis Waltzes
- 1896: - Diplomacy March
- 1897: - Fashions, Caprice
- 1897: - Venetian Moonlight, walsen
- 1898: - Consolation, Albumblatt
- 1901: - Sunbeams & Shadows
- 1901: - The Merry-Makers, mars
- 1902: - An Afternoon tea
- 1902: - National Airs, Medley
- 1903: - Moonbeams, idylle
- 1905: - Americana
- 1905: - College Airs
- 1905: - Flowers and Ferns
- 1905: - German Airs, Medley
- 1905: - Irish Airs, Medley
- 1905: - Plantation Airs, Medley
- 1905: - Scotch Airs, Medley

- 1905: - The Squaw Man - Indian Intermezzo
- 1905: - Zingaloo
- 1906: - English Airs, mars
- 1906: - French Airs, mars
- 1907: - Fanella
- 1907: - Placida
- 1908: - Autumn Breezes - A Scotch Reverie
- 1908: - Faith and Hope, Reverie
- 1908: - Lucella, Novelette française
- 1908: - Soul Kiss, Novelette française
- 1912: - The garden of Allah
- 1913: - Heart o' mine, wals - samen met: Eugene Platzmann
- 1915: - Romany Waltz
- 1916: - Old Master's
- 1917: - Granada, wals
- 1919: - Salaam
- 1919: - Weeping Willow Blues
- 1928: - Fashionette - A Piano Novelty - samen met: Jack Glogau

### Muziek voorstomme films
- - Garden of Allah